# اوکراین ۱۷۰۹
سیارک ۱۷۰۹ (به انگلیسی: 1709 Ukraina، نامگذاری:1925QA) هزار و هفتصد و نهمین سیارک کشف شده‌است که در ۱۶ اوت ۱۹۲۵ و در رصدخانه سایمیز کشف شد.
قدر مطلق سیارک برابر ۱۲٫۷۵ است.